# Ordonnanzhaus

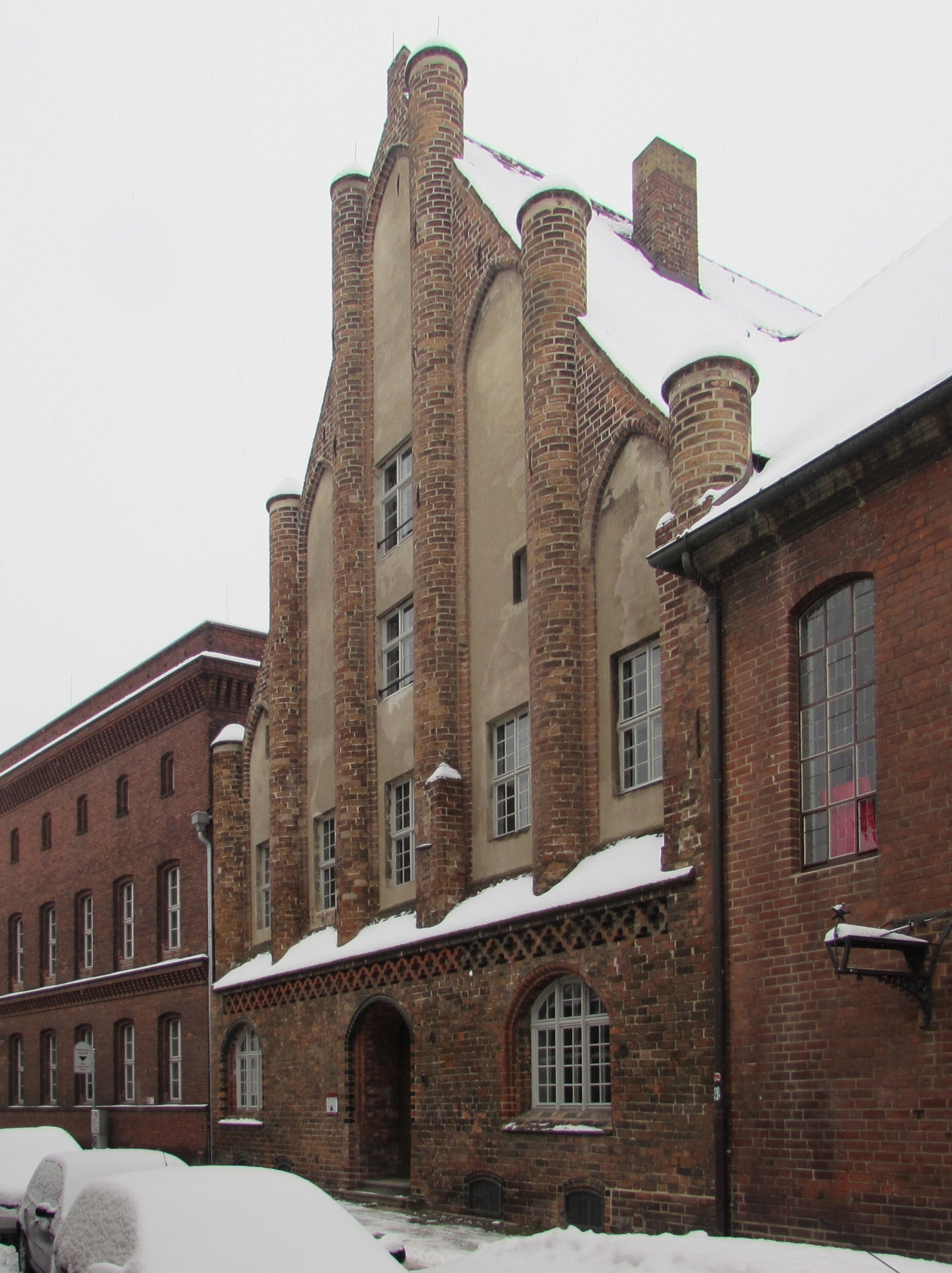
Das Ordonnanzhaus in der Schusterstraße

Das sogenannte Ordonnanzhaus oder Steinhaus (niederdeutsch: Steenhus) in Brandenburg an der Havel ist ein kulturhistorisch bedeutendes Bürgerhaus. Es zählt zu den ältesten Profangebäuden der Mark Brandenburg und ist gegenwärtig ein Teil des Sitzes der Stadtregierung der Stadt Brandenburg an der Havel: Im Ordonnanzhaus befindet sich der Dienstsitz des Oberbürgermeisters der Stadt Brandenburg an der Havel.

## Entstehung
Das Steenhus oder Steinhaus in der Altstadt Brandenburg wurde in seinen ältesten, d. h. westlichen Teilen etwa um das Jahr 1300–1310 erbaut. Es darf angenommen werden, dass es sich um eines der ältesten steinernen Profanbauten der Mark handelt. Es ist nicht sicher, ob neben dem Ordonnanzhaus zum Zeitpunkt seiner Entstehung noch andere Steinhäuser, womöglich ähnlicher Größe, in den beiden Städten Altstadt oder Neustadt Brandenburg bestanden. In Betracht kämen eventuell u. a. auch die Bäckerstraße 14 (ehem. Preußischer Hof, später Deutscher Hof) oder das Gotische Haus. Sicher ist nur, dass dieses eine erhalten blieb.

## Name
Der Name Ordonnanzhaus leitet sich davon ab, dass das Gebäude im 18. Jahrhundert den Ordonnanzen des preußischen Königs als Quartier diente.

## Gestalt

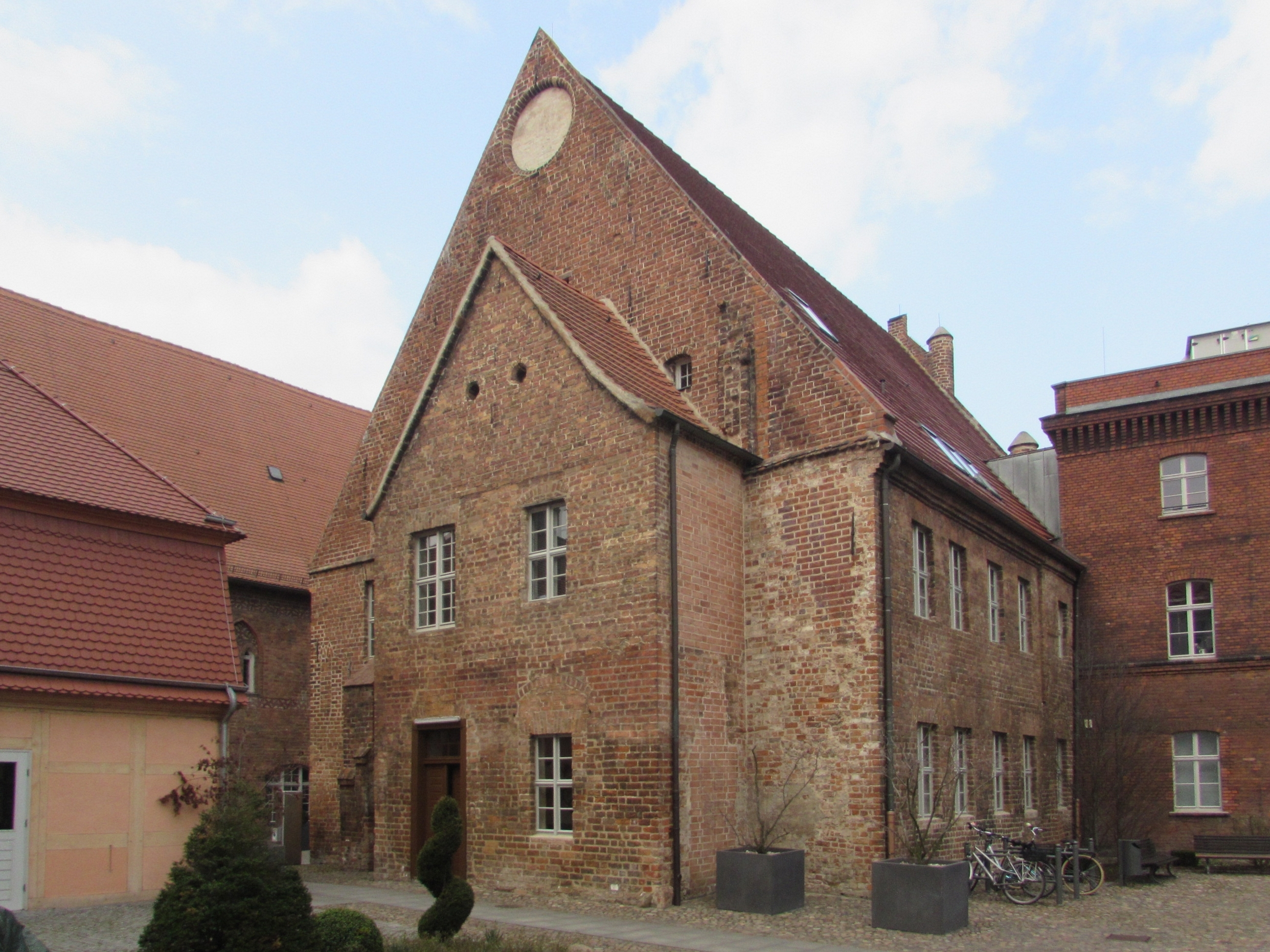
Zum Altstädtischen Markt stehender Teil des Ordonnanzhauses

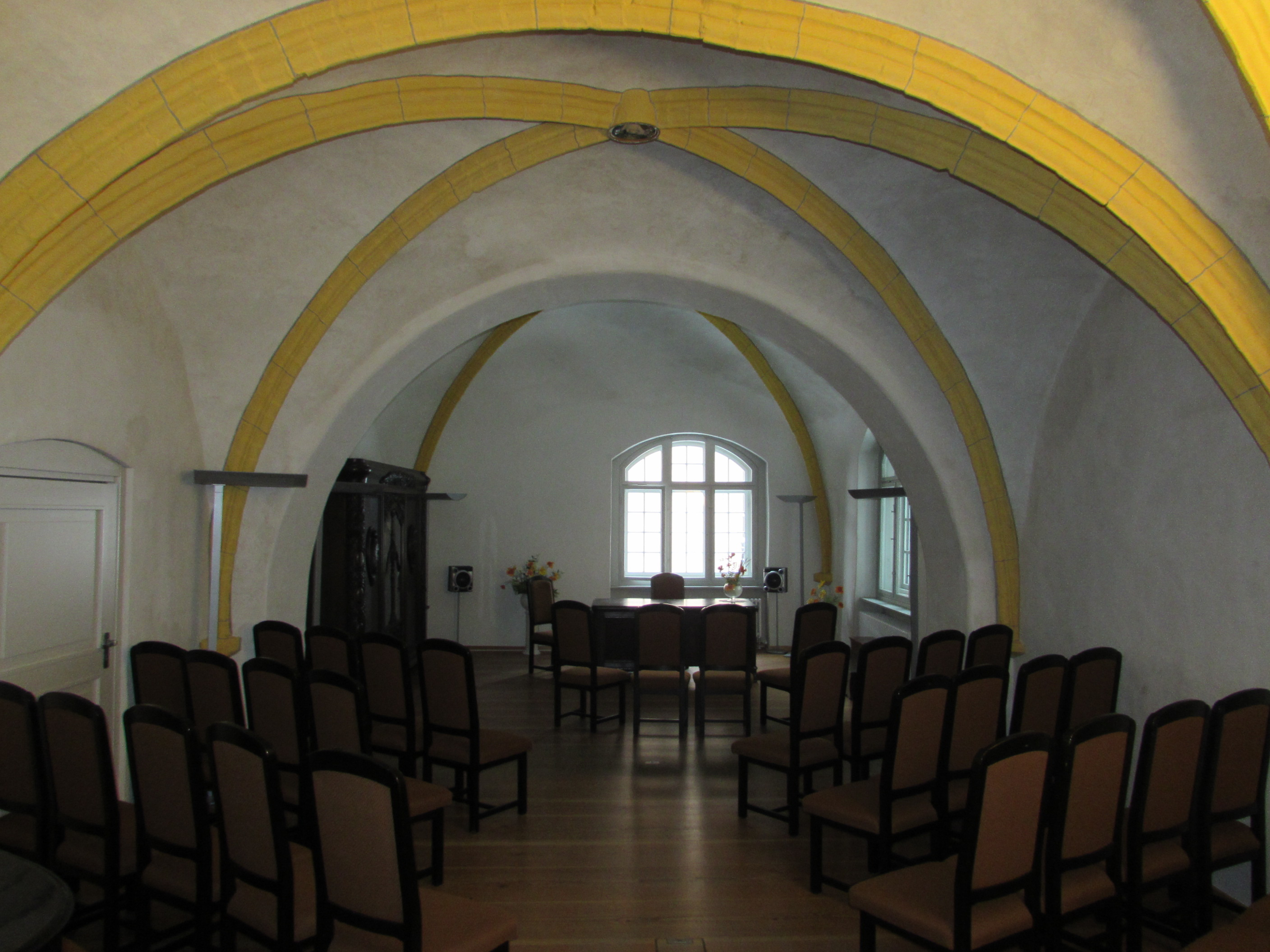
Trauzimmer mit gotischem Kreuzrippengewölbedecke

In seinem gotischen Baustil lehnt es sich an die Bürgerhäuser der norddeutschen Hansestädte an. Besonders der mit sechs großen Halbsäulen gezierte Nordostgiebel, zwischen denen gotische Spitzbogen-Blenden neun nachträglich eingearbeitete Fenster aufnehmen, verweist auf hanseatische Bautradition. Das zweigeschossige Haus zeigt sich zu seiner postalischen Adresse Schusterstraße 6 giebelständig. Im Inneren fallen Decken mit typischem gotischen Kreuzrippengewölbe auf.
Dem Südwestgiebel wurde kurz nach der ersten großen Umbauphase in der zweiten Hälfte des 15. Jahrhunderts ein kleiner, ebenfalls zweigeschossiger, von einem Satteldach bedeckter Anbau vorgesetzt. Das Satteldach des Ordonnanzhauses wird von einem großartigen Dachstuhl aus dem frühen 15. Jahrhundert (Dendrochronologie) getragen, der mit den Dachstühlen von St. Katharinen, dem des Altstädtischen Rathauses und einigen anderen Objekten der Stadt als herausragendes Beispiel mittelalterlicher Zimmermannskunst und Baulogistik dient.
Bei den umfangreichen Umbau, Sanierungs- und Restaurierungsarbeiten 1911 bis 1912 wurde die zwischen dem Ordonnanzhaus und dem Altstädtischen Rathaus führende Gasse mit einem Verbindungsbau zwischen beiden Häusern geschlossen und beide Gebäude zu einem Gebäudekomplex baulich vereinigt.

## Funktion
Eichholz, Grasow und Biller hielten das Ordonnanzhaus für ein Patrizierhaus. Stiehl, Kolb und Tschirch vertreten die Ansicht, es handele sich um das älteste Rathaus der Altstadt. Wernicke spricht das Gebäude als Kauf- und Gildehaus an.
Den Ausführungen des renommierten Bauhistorikers Jens Christian Holst aus Hoisdorf, der im Auftrag der Stadt Brandenburg an der Havel mit der bauhistorischen Erforschung des Baukörpers betraut worden war, zufolge erscheint die Variante „Patrizierhaus“ am wahrscheinlichsten. Ein Kaufherr und mittelalterlicher Vertreter bzw. Unterhändler der Stadt am kurfürstlichen Hof wird als „Ghiso ut deme Steenhus“ vermerkt. Wenngleich aus den oben angeführten Gründen Herr Ghiso nicht sicher als Eigentümer des Ordonnanzhauses anzusprechen ist, liegen doch einige Argumente für diese Zuordnung vor.
Auch die Raumaufteilung unterstützt die private Nutzung durch einen sehr begüterten Bürger der Altstadt Brandenburg.
Holst sieht in den Gelassen der ehemaligen Gaststätte „Wein-ABC“ die privaten Wohnräume der Patrizierfamilie, die den nordöstlichen Teil des Erdgeschosses ausmachen. Im Nordwesten befindet sich eine kleine Laube mit hervorragend erhaltenen gotischen Putzmalereien, die so erhalten in der Mark Brandenburg als kleine Sensation aufgefasst werden dürfen. Holst sieht in diesem Raume eine kleine Weinlaube zu privaten oder intimen Besprechungen oder kleinen Festlichkeiten des Hausherrn.
Ursprünglich existierte keine Verbindung zwischen dem Ordonnanzhaus und dem Rathaus der Altstadt. Zwischen beiden Gebäuden verlief eine offene Gasse vom Altstädtischen Markt zur Schusterstraße. Das ließ das Rathaus als singuläres Objekt auf dem Markte eine ähnliche Präsenz behaupten, wie sie noch heute beispielsweise das Tangermünder Rathaus besitzt. Dessen ungeachtet wurde in beiden Gebäuden die nach der Aufgabe des Altstädtischen Rathauses als Verwaltungssitz im Jahre 1715 eingerichtete Barchentfabrik betrieben.
Das Ordonnanzhaus wurde 1818 von der Stadt Brandenburg an der Havel erworben. Es diente dann seit 1840 als Armen-Arbeits-Anstalt und städtisches Waisenhaus. Im 20. Jahrhundert wurde eine Polizeidienststelle eingerichtet.
1946 war das Ordonnanzhaus Amtssitz des Brandenburger Stadtrates für Volksbildung und Gründers der Brandenburger Volkshochschule Wilhelm Fraenger. Eine Schankstube (Wein-ABC), ein Reisebüro sowie die Stadt- und Kreisbibliothek nutzten das Gebäude während der Zeit des Bestehens der DDR ebenfalls.
Seit Dezember 2007 ist das Ordonnanzhaus Teil der Stadtverwaltung und seit Ende Januar 2008 Dienstsitz des Brandenburger Oberbürgermeisters.